# Jurerê

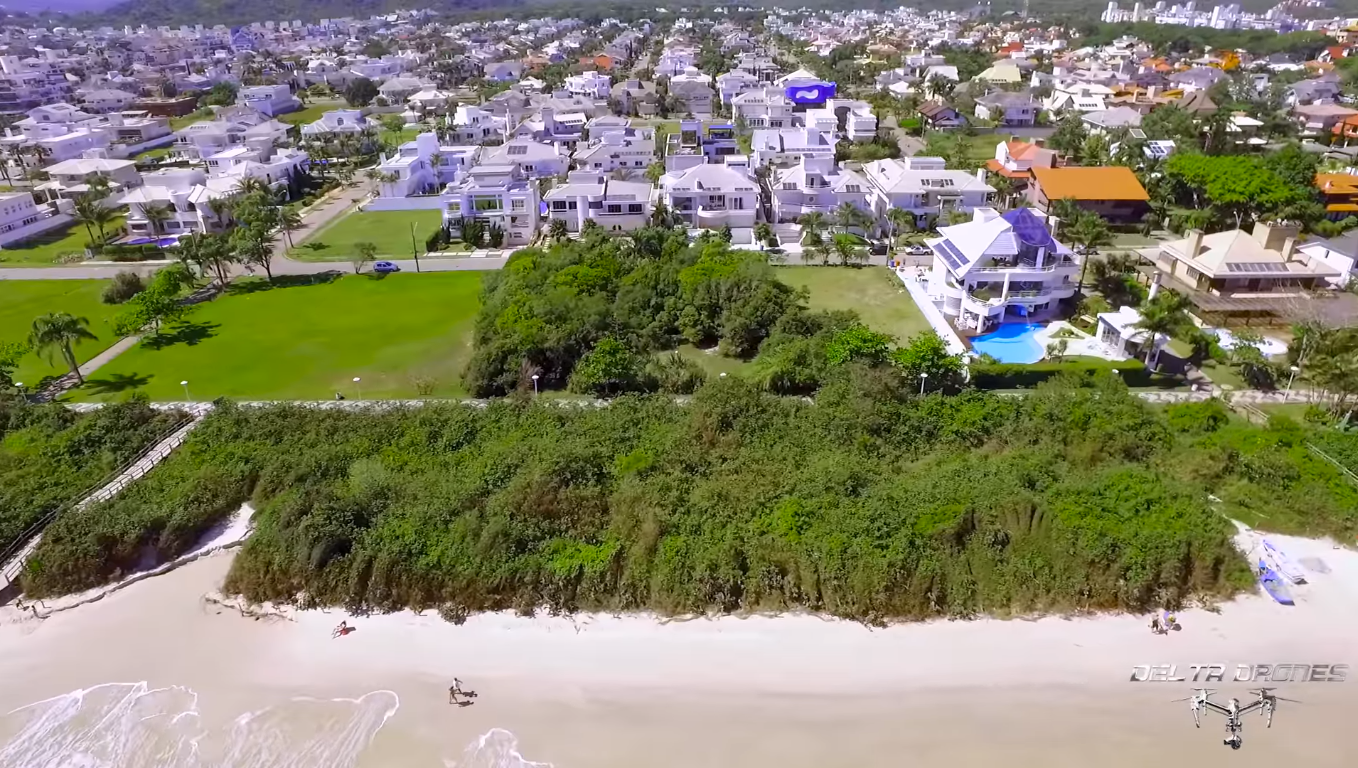
Jurerê Internacional

Jurerê is een strand en een buurt van de gemeente Florianópolis. Het is gelegen in het noorden van het eiland Santa Catarina in het zuiden van Brazilië.
Jurerê is te verdelen in twee gebieden. De oostkant is bekend als het traditionele Jurerê met traditionele restaurants.
De westkant is bekend als Jurerê Internacional, met villa's, winkelcentra, restaurants en nachtclubs.
Het strand trekt veel toeristen uit Brazilië en andere landen, voornamelijk Argentinië.